# Sparadrap
Pour les articles homonymes, voir Sparadrap (homonymie).
 (janvier 2025).

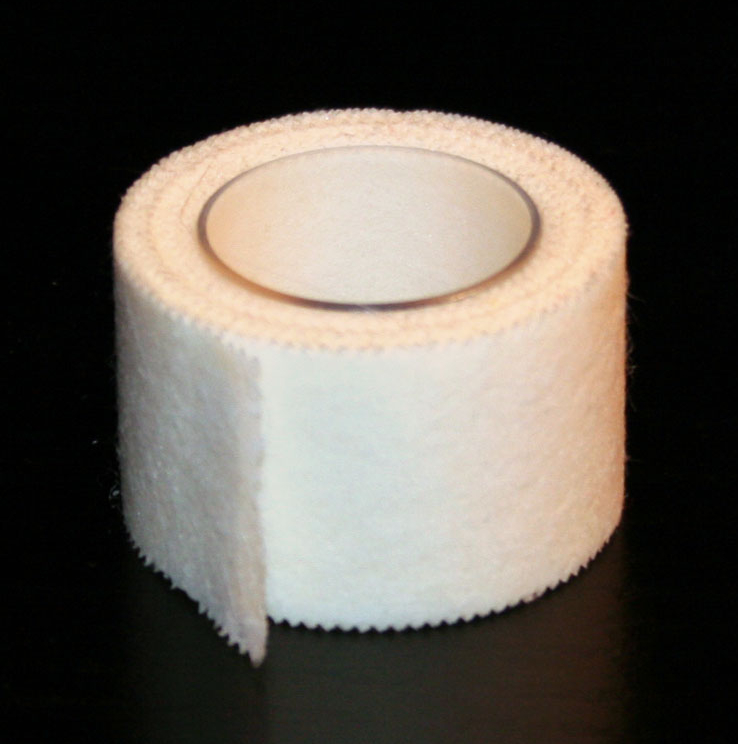
Un rouleau de sparadrap

Un sparadrap, du latin spargere, « étendre », et du français « drap », « étoffe », est une bande adhésive, présentée en rouleau, à découper et permettant de fixer des compresses, des pansements, des drains ou des cathéters sur la peau.

## Histoire
Initialement, le sparadrap, ou toile Gauthier, est une bande d'étoffe, de papier ou de peau d'animal recouverte d'une matière « emplastique », à base de gomme, de résine, de colophane, de caoutchouc, de cire… éventuellement additionnée de produits à but thérapeutique. En 1867, un livre destiné aux pharmaciens décrit différentes formules et machines utilisables pour sa fabrication.
Victor Hugo le mentionne dans Les Misérables : « Les pansements étaient compliqués et difficiles, la fixation des appareils et des linges par le sparadrap n'ayant pas encore été imaginée à cette époque. »

## Présentation actuelle
Au XXIe siècle, les formes proposées sont souvent de simples pansements vendus prédécoupés. Il peut être :
- transparent, blanc ou couleur chair,
- transparent aux rayons X,
- hypoallergénique,
- extensible, permettant de le fixer en regard des articulations,
- perméable à l'air.

Le sparadrap fait partie du matériel de premiers secours, utile dans la trousse de secours ou au cabinet médical et infirmier.

## Régionalisme
En Moselle, le sparadrap est couramment dénommé un gachilum[réf. souhaitée].
Au Québec, le sparadrap prédécoupé est nommé de l'anglais plaster, alors qu'en rouleau il est nommé diachylon[réf. souhaitée].